# أرماندو فاجوشي
ارماندو فاجوشي (3 ديسمبر 1991 شقودرة ألبانيا - ) هو لاعب كرة قدم ألباني، يلعب كلاعب وسط.

## وصلات خارجية
أرماندو فاجوشي على موقع الاتحاد الدولي (مؤرشف)  (الإنجليزية)
- أرماندو فاجوشي على موقع الاتحاد الأوربي (الإنجليزية)
- أرماندو فاجوشي على موقع قاعدة بيانات كرة القدم.إي يو (الإنجليزية)
- أرماندو فاجوشي على موقع ناشيونال فوتبول تيمز (الإنجليزية)
- أرماندو فاجوشي على موقع Soccerway.com (الإنجليزية)
- أرماندو فاجوشي على موقع عالم كرة القدم.نت (الإنجليزية)
- أرماندو فاجوشي على موقع AS.com (الإسبانية)